# Trelleborgs gamle vandtårn
Trelleborgs gamle vandtårn er et tidligere vandtårn i Stadsparken i Trelleborg i Sverige.
Vandtårnet påbegyndtes i 1911 efter tegninger af arkitekt Ivar Tengbom og stod færdigt i 1912. Da Trelleborg er fladt skulle tårnet være højt; det er 58 meter højt og er Trelleborgs højeste bygning. De øverste tre meter af bygningen udgøres af et kobberbelagt spir, et spir der prydes af to kugler – den ene på 40 centimeter i diameter, den anden på 60 centimeter i diameter. Selve vandcisternen kunne rumme 300 kubikmeter vand, dens top befandt sig 42 meter over jorden, og bjælkerne hvorpå cisternen hvilede befandt sig 32 meter over jorden. Vandtårnet var aktivt til 1971, hvor Trelleborgs nye vandtårn overtog dets funktion. På nær en café i gadeplan står vandtårnet ubenyttet hen.